# Lucio Nasidio
Lucio Nasidio (... – 46 a.C.) è stato un ammiraglio romano.
Durante la guerra civile tra Cesare e Pompeo si schierò con quest'ultimo.  Prese parte alla battaglia di Tauroento il 31 Luglio 49 a.C.  durante la guerra civile. Nasidio arrivò a combattere in un secondo momento a Massilia ( Marsiglia), lui poteva mettere fuorigioco le forze di Trebonio che assediavano Marsiglia e di Decimo Bruto che con la sua potente flotta teneva il mare circostante alla città, era ormai l'ultima speranza per i marsigliesi e per le forze pompeiane della zona. Prese parte alla battaglia di Tauroento con la sua flotta composta da 17 imbarcazioni, posizionate sul fianco sinistro. a destra c'erano le imbarcazioni di Enobarbo, che era stato sconfitto a Giugno nella acque di Marsiglia da Decimo. La Battaglia sembrava sulla carta favorevole ai pompeiani, per un rapporto di 34 imbarcazioni pompeiane contro le 18 cesariane. La Battaglia fu un vero disastro strategico dei pompeiani, umiliati strategicamente da Decimo. La flotta di Nasidio non intervenne con le sue navi e decise di riparare in Africa, lasciando Enobarbo solo (anche lui fuggì, però in Spagna). Cesare nel suo De Bello civili riporta che Nasidio non intervenne per codardia, ma la sua scelte di non combattere rimane un po' oscura. Secondo quanto riportato Enobarbo ritornò in porto con sole 7 imbarcazione contro le sue 17.
Cesare riporta la battaglia:
«Verso quel luogo fa rotta anche Bruto, accresciuta la sua flotta: infatti, alle navi fatte costruire. Nella battaglia il valore dei Marsigliesi fu perfetto ... Poiché le nostre navi si erano a poco a poco scostate le une dalle altre, il nemico aveva spazio per profittare dell'abilità dei suoi piloti e della speditezza delle navi; se a volte i nostri, colto il destro, lanciavano le mani di ferro e afferravano una nave, da ogni parte soccorrevano i compagni in pericolo. ... Contemporaneamente una forte quantità di proiettili, lanciati da lontano, si abbattevano all'improvviso dalle imbarcazioni leggere sui nostri ... causando molte ferite. Due triremi, scorta la nave di Decimo Bruto, facilmente riconoscibile dalle insegne, si erano lanciate da due parti contro di essa. Ma Bruto previde la manovra e fece accelerare la sua nave in modo da prevenirle per un momento. Le navi avversarie, lanciate l'una contro l'altra, cozzarono così fortemente che ambedue ne soffrirono molto gravemente, anzi una delle due ebbe il rostro spezzato e si sfasciò completamente. Le navi della flotta di Bruto notano l'incidente, assalgono le navi danneggiate e le affondano rapidamente ambedue.»